# Goult
Goult là một xã trong tỉnh Vaucluse thuộc vùng Provence-Alpes-Côte d’Azur ở đông nam nước Pháp. Xã này nằm ở khu vực có độ cao trung bình 121 mét trên mực nước biển.
Xã nằm ở parc naturel régional du Luberon.
Sông Calavon chảy theo hướng tây qua phía nam thị trấn.